# Pootie Tang
Pootie Tang es una película de comedia estadounidense de 2001 escrita y dirigida por Louis C.K. Adaptada de un sketch cómico que apareció por primera vez en The Chris Rock Show, el personaje de Pootie Tang es una sátira de los personajes estereotipados que aparecieron en viejas películas de blaxploitation. El discurso del personaje principal, que se asemeja vagamente al pidgin, es en su mayoría ininteligible para el público, pero los otros personajes de la película no tienen problemas para entenderlo.

## Sinopsis
Pootie Tang, nacido en "un pequeño pueblo a las afueras de Gary, Indiana", es retratada como un hombre "demasiado frío para las palabras", incluso cuando era un niño. Su vida está marcada por la muerte de su madre Momma Dee, y poco después, de su padre Daddy Tang, que muere después de ser golpeado por un gorila durante su turno en la fábrica de acero (la tercera vez que alguien había sufrido ese destino en particular). Justo antes de la muerte de Daddy Tang, Pootie hereda el cinturón de su padre. Como un adulto joven, Pootie Tang se hace famoso por una variedad de razones. Canta en clubes nocturnos, protagoniza anuncios de servicio público para niños, produce éxitos musicales de primera categoría y generalmente derrota a los malhechores con el poder de su cinturón. Dick Lecter, el director de operaciones del conglomerado multiindustrial LecterCorp, se entera de la influencia positiva de Pootie Tang en la sociedad y su influencia negativa en la rentabilidad de LecterCorp. Después de que sus secuaces y un villano llamado Dirty Dee son derrotados por los amigos de Pootie, Lecter anima a su mano derecha, Ireenie, a seducir a Pootie Tang para que firme un acuerdo con LecterCorp que frenaría la influencia de Pootie Tang en los niños estadounidenses.

## Reparto
- Lance Crouther como Pootie Tang.
- J. B. Smoove como Trucky.
- Jennifer Coolidge como Ireenie.
- Wanda Sykes como Biggie Shorty.
- Robert Vaughn como Dick Lecter.
- Chris Rock como JB/Radio DJ/Daddy Tang.
- Reg E. Cathey como Dirty Dee.
- J.D. Williams como Froggy.
- Mario Joyner como Lacey.
- Dave Attell como Frank.
- Laura Kightlinger como Laura Knight.
- Rick Shapiro como Shakey.
- Missy Elliott como Diva.
- David Cross como Dennis.
- Cole Hawkins como Little Pootie.
- Keesha Sharp como chica en la fiesta.
- Todd Barry como Greasy.
- Fabian Celebre como Sleuthy.
- Anthony Iozzo como Slobby.

## Recepción
La película ha generado críticas generalmente negativas, con un índice de aprobación en Rotten Tomatoes del 29% basado en 42 reseñas. Roger Ebert criticó la película por el uso excesivo de lenguaje soez y la forma despectiva en la que se refieren a las mujeres en toda la cinta.